# Jaimakasala
Jaimakasala – gaun wikas samiti w zachodniej części Nepalu w strefie Rapti w dystrykcie Rolpa. Według nepalskiego spisu powszechnego z 2011 roku liczył on 580 gospodarstw domowych i 3020 mieszkańców (1602 kobiety i 1418 mężczyzn).